# Бригите Бирлајн
Бригите Бирлајн (Беч, 25. јун 1949 — Беч, 3. јун 2024) била је аустријски правник и политичар, која је од 3. јуна 2019. до 7. јануара 2020. године вршила дужност канцелара Аустрије. Била је и главни јавни тужилац од 1990. до 2002. и члан Извршног одбора Међународног удружења тужилаца од 2001. до 2003. године. Биерлејн је постала судија Уставног суда Аустрије 2003. године. Била је и председник Уставног суда од јануара 2018. до јуна 2019. године и то као прва жена на тој функцији.
Након афере Ибица, аустријски председник Александар ван дер Белен ју је именовао за привремену канцеларку 30. маја 2019. године, а након пада владе Себастијана Курца. Она је прва жена на овој функцији у Аустрији и на њој ће остати до нове владе.

## Детињство и младост
Бригите Бирлајн је рођена у Бечу, 25. јуна 1949. године и то док је град био под савезничком окупацијом. Отац јој је био државни службеник, а мајка домаћица. Дипломирала је 1967. године у Гимназији Кундамангасе.

## Судска каријера
Бригите је желела да студира уметност и архитектуру и требало је да упише Универзитет примењених уметности. Мећутим, на савет своје мајке, уписала је право и докторирала га је 1971. године.
Након четири године потраге за послом, 1975. године је постала судија Окружног суда "Инере Штат" у Бечу, а потом и Окружног суда у Бечу. Године 2002. је именована за потпредседника Уставног суда Републике Аустрије, а 31. децембра 2017. године је постала в.д. председника Уставног суда, након оставке Герхарта Холцингера. На иницијативу Слободарске партије Аустрије именована је, од стране председника Белена, на функцију председника Уставног суда.

## Политика
Бригите Бирлајн је имала блиске односе са Аустријском народном партијом и Слободарском партијом Аустрије. 1. јануара 2019. године је као председник Уставног суда легализовала истополне бракове у Аустрији. Сматра се за политичарку десног центра. Она је била прва жена канцелар у историји Аустрије, а њено именовање је договорено са свим парламентарним странкама.

## Приватни живот
Бирлајн није била удата и није имала деце. Живела је у ванбрачној вези са контроверзним судијом у пензији Ернестом Маурером, који је познат по ослабађајућој пресуди за Дејвида Ирвинга, британског научника који пориче Холокауст. Брижит је волела да посећује позоришта, опере и музеје, а поседовала је и префињену колекцију слика модерне уметности. Волела је скијање и једрење. Била је носилац Великог ордена части у сребру за одану и часну службу Републици Аустрији.